# Egira vanduzeei
Egira vanduzeei là một loài bướm đêm trong họ Noctuidae.